# Тарновский, Альфред
Альфред Тарновский (пол. Alfred Tarnowski, 3 марта 1917, Львов — 24 ноября 2003, Краков) — польский шахматист, чемпион Польши по шахматам (1961).

## Биография
Шахматами начал заниматься в родном Львове, где проживал до 1945 года. После окончания Второй мировой войны переехал в Краков. В 1946 году дебютировал в первом послевоенном чемпионате Польши по шахматам в Сопоте, где поделил седьмое место. В последующих годах двенадцать раз играл в финалах чемпионатов Польши по шахматам и выиграл две медали: серебряную в 1949 году в Познане и золотою в 1961 году в Катовице. Был участником восьми международных турниров.
Четыре раза представлял сборную Польши на шахматных олимпиадах (1952, 1958, 1960, 1962), где в общей сложности набрал 29½ очков в 56 партиях.
Был также шахматным тренером и теоретиком. В 1950 году победил в теоретически ценной для своего времени партии гроссмейстера Марка Тайманова.